# Léonor (film, 1975)
Pour les articles homonymes, voir Léonor.
Pour plus de détails, voir Fiche technique et Distribution.
Léonor est un film franco-italo-espagnol écrit et réalisé par Juan Luis Buñuel en 1975, d'après une nouvelle de Ludwig Tieck.

## Synopsis
Lorsque sa femme Léonor meurt des suites d'une chute de cheval provoquée par des brigands, Richard est inconsolable. Il se marie par dépit avec la jeune Catherine, mais est tourmenté par des visions de la défunte. Arrivé à son tombeau, il rencontre un vieux sorcier qui lui propose de la revoir. Léonor revient à la vie, mais les enfants de la région sont alors assassinés un par un.

## Fiche technique
- Scénario et adaptation : Jean-Claude Carrière, Roberto Bodegas et Michel Nuridsany d'après l'œuvre de Ludwig Tieck
- Producteurs exécutifs : Serafin Garcia Trueba et Alain Coiffier
- Directrice de production : Charlotte Fraisse
- Directeur de la photographie : Luciano Tovoli
- Montage : Pablo G. del Amo
- Musique : Ennio Morricone

## Distribution
- Michel Piccoli : Richard
- Liv Ullmann : Léonor
- Ornella Muti : Catherine
- Antonio Ferrandis : Thomas, le serviteur[1]
- Carmen Maura : la jeune servante
- José María Caffarel : le médecin
- Georges Rigaud : le père de Catherine

## Musique
- Ennio Morricone (éditions musicales INTERMEDOS)